# Nouzonville

Nouzonville este o comună în departamentul Ardennes din nordul Franței. În 1 ianuarie 2022 avea o populație de 5.548 de locuitori.